# Trees of Eternity
Trees of Eternity — музичний колектив, заснований фінським гітаристом Юхою Раівіо (Swallow the Sun) і шведською співачкою південно-африканського походження Алією Стенбридж. Їх музику описують як повільну, натхненну дум-металом, меланхолічну з ангельським жіночим вокалом.
Гурт з альбомом Hour Of The Nightingale входив до у фінського національного музичного чарту з 2016 по 2017 рр.

## Історія гурту
Trees of Eternity утворився, коли гітарист Юха Раівіо та співачка Алія Стенбридж зібралися в студії, щоб працювати над піснею «Lights on the Lake» для майбутнього альбому New Moon групи Swallow the Sun. Планувалося включити вокал Алії у частину пісні, вже підготовлену Юхою, але коли вони замість цього почали експериментувати з вокальною лінією, Алія швидко записала для цього випадку сесію, і проект отримав власне життя.
Пара випустила чотири промо-пісні в Інтернеті, і з тих пір виконала та записала пісні для свого майбутнього дебютного альбому.
Trees of Eternity також підписав видавничу угоду з видавничою компанією AMF Publishing, заснованою у Великій Британії.
Повна збірка альбомів Trees of Eternity, окрім двох засновників, включає Фредріка Норрмана, Маттіаса Норрмана та Кая Хахто, а також деяких відомих гостьових музикантів.
18 квітня 2016 року співачка Алія Стенбридж померла від раку у віці 39 років. Через два дні Юха написав у Facebook, що альбом буде готовий до виходу за деякий час, і що плани все ще рухаються. А також повідомив про плани в майбутньому випустити сольні пісні Алії.
11 серпня 2016 року було оголошено, що дебютний альбом гурту «Hour of The Nightingale» вийде рівно через три місяці, 11 листопада.
Після смерті Алії Стенбридж гурт розпався.

## Учасники
Колишні учасники
- Юха Райвіо — гітара (2009—2016)
- Кай Хахто — барабани (2013—2016)
- Фредрік Норрман — гітара (2013—2016)
- Маттіас Норрман — бас (2014—2016)
- Алія Стенбридж — вокал (2009—2016; померла 2016)

## Дискографія

### Демо
- Black Ocean (2013)

### Студійні альбоми
- Hour of The Nightingale (2016)
  - My Requiem
  - Eye of Night
  - Condemned to Silence (feat. Мік Мосс з Antimatter)
  - A Million Tears
  - Hour of the Nightingale
  - The Passage
  - Broken Mirror
  - Black Ocean
  - Sinking Ships
  - Gallows Bird (feat. Нік Хомс з Paradise Lost)

### Відео
На пісню Broken Mirror випущено відеокліп [Архівовано 29 лютого 2020 у Wayback Machine.].  